# Aviméta 88
Die Aviméta 88 war ein zweisitziges Kampfflugzeug.

## Beschreibung
Das von G. Le Pêre konstruierte Flugzeug erschien 1926. Der Rumpf und die Tragflächen des Hochdeckers waren mit der Legierung Alférium beplankt. Die Leistungen, die sich beim Testprogramm ergaben, waren nicht überzeugend, und das Interesse der französischen Luftwaffe ließ nach. Das Projekt wurde nicht weiter verfolgt und es blieb bei einem einzigen Prototyp.

## Technische Daten

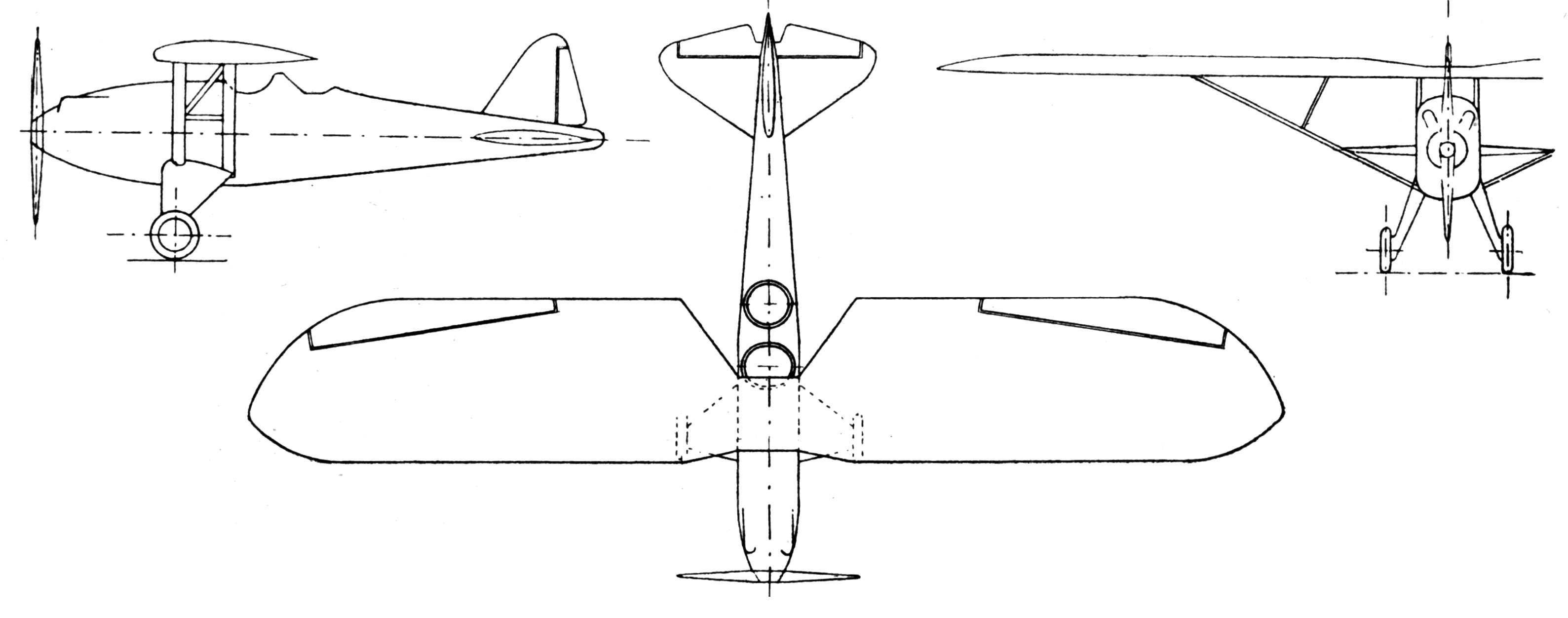
Dreiseitenansicht

| Kenngröße             | Daten                                                                                               |
| --------------------- | --------------------------------------------------------------------------------------------------- |
| Länge                 | 9,76 m                                                                                              |
| Spannweite            | 17 m                                                                                                |
| Flügelfläche          | 40 m²                                                                                               |
| Flügelstreckung       | 7,2                                                                                                 |
| Leermasse             | 1500 kg                                                                                             |
| Startmasse            | 2400 kg                                                                                             |
| Antrieb               | ein V-Motor Hispano-Suiza 12Hb mit 373 kW (507 PS)                                                  |
| Höchstgeschwindigkeit | 240 km/h                                                                                            |
| Dienstgipfelhöhe      | 7500 m                                                                                              |
| Bewaffnung            | zwei feste, synchronisierte 7,7-mm-Vickers-MG zwei bewegliche 7,7-mm-Vickers-MG im hinteren Cockpit |